# Хаки Таха
Хаки Таха (алб. Haki Taha; Ђаковица, 1913 — Приштина, 14. март 1945) био је учитељ, албански националиста и атентатор на Миладина Поповића, истакнутог руководиоца НОП-а на Косову и Метохији.

## Биографија
Рођен је у Ђаковици 1913. године. Основну школу је започео у Ђаковици, а потом је отишао у Албанију, где је у граду Круме, у области Хас (недалеко од Ђаковице), похађао Косовску основну школу (специјално организована основна школа са интернатом, углавном за децу која су долазила са подручја Косова и Метохије). Потом је похађао учитељске школе у Скадру и Елбасану, а од 1939. године је радио као учитељ у селу Шинавлаш, у близини Елбасана.
Након окупације Југославије, 1941. године и прикључења њених делова (Метохија, делови Косова и Македоније) италијанској марионетској држави Краљевини Албанији, Таха се нашао у групи учитеља која је обилазила подручје Косова и Метохије и организовала језичке курсеве за младе Албанце, који су претходно били школовани на српском језику.
Приликом посете албанског премијера Мустафе Крује Ђаковици 1942. године Хаки Таха је као представник омладине био у групи која га је дочекала. Таха је том приликом Крују замолио да се у Ђаковици отвори учитељска школа, а не трговачка школа како је претходно одлучила Влада. Убрзо након тога у Ђаковици је био отворен огранак учитељске школе.
Иако се у почетку није бавио политиком, као велики националиста је пратио дешавања током Другог светског рата. Није био присталица фашизма и није много волео италијанске фашистичке снаге. Након капитулације Италије, 1943. године полако се повезивао са југословенским Народноослободилачким покретом (НОП), а током 1944. је интензивирао сарадњу са партизанским снагама и упознао се са групом албанских руководилаца међу којима је био и Фадиљ Хоџа. Није му се превише свиђала национална политика НОП-а, јер је он желео да Косово и Метохија остану у Албанији, а не да након завршетка рата поново буду у Југославији.
Његово незадовољство будућим стањем на Косову и Метохији, кулминирало је након гушења балистичке побуне у Дреници, фебруара 1945. године када је убијен и Шабан Полужа, један од вођа побуне. Тада је Таха организовао илегалну групу, у којој је између осталих био и Рифат Бериша (од 1947. одметник убијен 1949. године). Након консултација са Ибрахимом Хоџом (ухапшен након атентата и погубљен) из села Седлара, код Липљана, Таха је донео одлуку да изврши атентат на Миладина Поповића, секретара Окружног комитета КПЈ за Косово и Метохију и једног од главних организатора Народноослободилачког покрета на Косову и Метохији, као и организатора Народноослободилачке борбе у Албанији.
Атентат на Поповића, Таха је извршио 13. марта 1945. године у Приштини у згради где у којој је био смештен Обласни комитет КПЈ. Таха је и раније навраћао у ове просторије, па није био сумњив. Када га је Миладин Поповић (1910—1945) примио у својој канцеларији, он је искористио погодан тренутак и убио га из пиштоља. Након тога је успео да искорисити насталу гужву и побегне у Царску џамију. Сутрадан је откривен и након сукоба са припадницима Одељења за заштиту народа (ОЗНА) извршио је самоубиство, како не би био жив заробљен.
Косовски Албанци данас Хаки Таху славе као једног од националних јунака и бораца за ослобођење Косова од српске и југословенске власти. На територији под контролом самопроглашене Републике Косово неколико улица, међу којима су улице у Приштини, Ђаковици и Призрену, носе његово име.